# Моћни ренџери: Бист морферс
Моћни ренџери: Бист морферс (енгл. Power Rangers Beast Morphers, дословно Моћни ренџери: Зверски преобразитељи) је двадесет шеста сезона америчке серије Моћни ренџери. Прва је сезона, коју продуцира Алспарк, одељење Хазброа, као и прва за коју ће сва права за играчке и робу имати Хазбро. Сезона је направљена претежно користећи снимке, костиме и материјале из јапанске серије из 2012. енгл. Tokumei Sentai Go-Busters, што је први пут да су Моћни ренџери обрадили старију сезону из јапанске верзије, која је претходно пропуштена. Сезона је у САД-у премијерно приказана 2. марта 2019. године, на каналу Никелодион.
У Србији, Црној Гори, Босни и Херцеговини и Северној Македонији је премијерно приказана 1. новембра 2019. године на каналу Пикабу, синхронизована на српски језик. Српску синхронизацију је радио студио Блу хаус.

## Радња
Негде у будућности тајна агенција у граду Корал Харбору меша новооткривену супстанцу звану „морф икс“ са животињском ДНК, како би створила нову екипу моћних ренџера, познату као бист морферси. Моћни ренџери морају да одбране Morphin Grid од Ивокса, злог разумног рачунарског вируса који ствара зле клонове правих бист морферс кандидата Блејза и Рокси, који су због тога завршили у коми. Када се њих троје пребаце у сајбер димензију, Ивокс, зли Блејзи зла Рокси служе њеном де факто владару Скрозлу, који им помаже у намери да врате Ивокса на Земљу.

## Улоге
| Улога                          | Српски глас              | Глумац           |
| ------------------------------ | ------------------------ | ---------------- |
| Девон Данијелс / црвени ренџер | Огњен Дрењанин           | Рори Д. Травис   |
| Рави Шо / плави ренџер         | Марко Марковић           | Џез Бадувалија   |
| Зои Ривс / жути ренџер         | Ања Орељ                 | Жаклин Шисловски |
| Нејт Силва / златни ренџер     | Никола Тодоровић         | Абрахам Родригез |
| Стил / сребрни ренџер          | Бојан Хлишћ              | Џејмс Линехан    |
| Ивокс                          | Милан Чучиловић          | Ендру Лаинг      |
| Скрозл                         | Милан Антонић            | Келсон Хендерсон |
| Блејз                          | Бранислав Јевтић         | Колби Стронг     |
| Рокси                          | Дуња Стојановић          | Лијана Рамирез   |
| Командант Шо                   | Наташа Балог             | Тулија Блејкли   |
| Бен                            | Стеван Пиале             | Козме Флорес     |
| Бети                           | Снежана Јеремић Нешковић | Кристина Хо      |
| Џои                            | Вук Гајић                | Лукас Махер      |
| Тубатрон                       | Милан Тубић              | Џосеп Висоф      |
| Зоина мајка                    | Милена Моравчевић        | непознато        |
| Уводна шпица                   | Марко Марковић           | /                |